# Габријеле Нели
Габријеле Нели (ит. Gabriele Nelli; Лука, 4. децембар 1993) је италијански одбојкаш. Висок је 210 cm и игра на позицији коректора у Трентино Волеју.

## Играчка каријера

### Клупска каријера
Габријеле Нели је, од 2009. до 2012. године, наступао за млађе категорије Трентино Волеја, а од 12. децембра 2012. је члан сениорског тима, са којим је у сезони 2014/15. освојио титулу првака Италије. И поред неспорног потенцијала, за двије и по године није успио да устали у првој постави.

### Репрезентативна каријера
Са јуниорском репрезентацијом Италије је освојио двије медаље: златну на Европском првенству 2012. и бронзану на Свјетском првенству 2013.
Члан сениорске репрезентације је постао 2015. године, након што је уврштен на шири списак за Свјетску лигу. Околности су му ишле на руку, па је, захваљујући чињеници да је Ђулио Саби због недисциплине удаљен из националног тима, био један од играча који су отпутовали на завршни турнир.